# 天使よ故郷を見よ (アン・ルイスの曲)
「天使よ故郷を見よ」（てんしよこきょうをみよ）は、アン・ルイスの28枚目のシングル。1987年5月1日にビクター音楽産業より発売された。規格品番はSV-9235。

## 概要
表題曲は、日本テレビ系ドラマ『瑠璃彩夢物語』の主題歌および三貴『カメリア・ダイヤモンド』CMソングとして使用された。アルバム『JOSHIN』からの先行シングルであるが、アルバムヴァージョンでは「THE REGRET OF ADAM+EVE 〜天使よ故郷を見よ」とサブタイトル扱いになっている。
B面曲「FOUR SEASONS」は、8枚目のシングル曲「フォー・シーズン」とは全く別の曲であり、関連性はない。
1993年9月22日には8cmCDシングルが発売された。

## 収録曲
- 全編曲: 佐藤準

1. 天使よ故郷を見よ
作詩: 川村真澄 / 作曲: 西田昌史
2. FOUR SEASONS
作詩: 湯川れい子 / 作曲: うじきつよし

## カバー
| アーティスト     | 収録作品            | 発売日           | 備考             |
| 天使よ故郷を見よ | 天使よ故郷を見よ    | 天使よ故郷を見よ | 天使よ故郷を見よ |
| ---------------- | ------------------- | ---------------- | ---------------- |
| Marcy            | 『夜をぶっとばせ!』 | 1988年12月21日   | セルフカバー     |

## 参考資料
- オリコン『SINGLE CHART-BOOK COMPLETE EDITION 1968-2005』オリコン・マーケティング・プロモーション、2006年4月。ISBN 9784871310765。
- me-mySELF-ann-i “refreshed” セルフライナーノーツ –  Columbia Music Entertainment